# Britt-Marie Funk
Britt-Marie Inger Funk, född Nyström 21 januari 1946 i Skövde, är en tidigare landslagsspelare i handboll.

## Karriär
I hemmaklubben gick hon under smeknamnet Spiken. Britt-Marie Funk spelade för HK Linne under det mesta av sin karriär och säkert åren 1963-1968 då hon spelade sina 30  landskamper och 10 ungdomslandskamper. Hennes karriär i ungdomslandslaget gick alltså parallellt med karriären i A-landslaget. Hon fick som avslutning i ungdomslandslaget spela U22-VM 1967, där hon spelade i tre matcher. Turneringen var en stor framgång för svensk damhandboll med en fjärdeplats. Enligt den nya landslagsstatistiken har Britt-Marie Funk bara spelat 28 landskamper med 18 gjorda mål och därtill 10 ungdomslandskamper med 8 gjorda mål 1963-1967. De två landskamperna som inte finns med i den nya statistiken var utomhus. Sverige spelade 2 landskamper mot Polen i augusti 1967 utomhus som inte finns med i den nya landskampsstatistiken.